# 기타노만도코로
기타노만도코로(일본어: 北政所)는 헤이안 시대부터 종삼위 이상의 관료들의 정실부인에게 붙인 작호였으나, 뒷날 천황의 칙령을 받아 임명된 관백의 정실부인에게 붙여진 작호이다.
유래는 정실부인이 주로 북쪽 방에서 기거한다 하여 정실부인을 기타노카타(北の方)라 불렀는데 여기에 넓은 저택에서 사는 종삼위 이상의 조정 관료들의 정실부인에게 일괄적으로 기타노만도코로라는 칭호를 붙여주기 시작했다. 이후 무로마치 시대에 이르러서는 섭정 또는 관백의 정실부인에게 붙여진 칭호로 변경되어 사용되었다.
그러나 도요토미 히데요시의 정실인 네네가 남편이 관백에 임명된 직후 이 칭호를 받으면서, 후대에 이르러 기타노만도코로는 네네만을 지칭하는 칭호가 되었다. 이는 마치 태합이 후임자에게 물려주고 은거한 전임 섭정, 관백을 뜻하던 원래의 의미에서 도요토미 히데요시를 지칭하는 칭호로 바뀐 것과 같다.
섭정, 관백의 어머니는 오키타노만도코로(大北政所), 줄여서 오만도코로(大政所)라 불렀는데, 이 역시 마찬가지로 도요토미 히데요시의 어머니인 나카를 일컫는 칭호로 바뀌었다.